# Gerhard Skiba

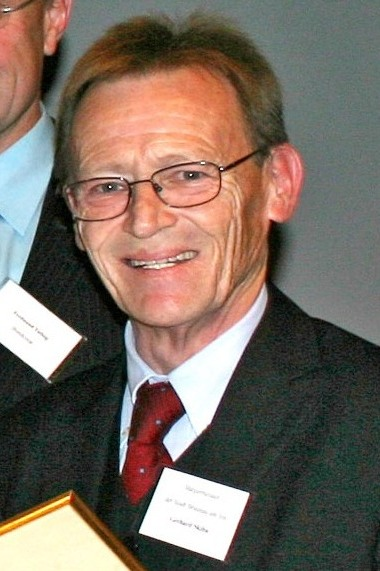
Bürgermeister Gerhard Skiba überreicht den Egon Ranshofen-Wertheimer Preis an die Trapp Familie (September 2007)

Gerhard Skiba (* 1947; † 14. oder 15. März 2019) war ein österreichischer Kommunalpolitiker (SPÖ). Er war von 1989 bis 2010 Bürgermeister der Stadt Braunau am Inn.

## Politik

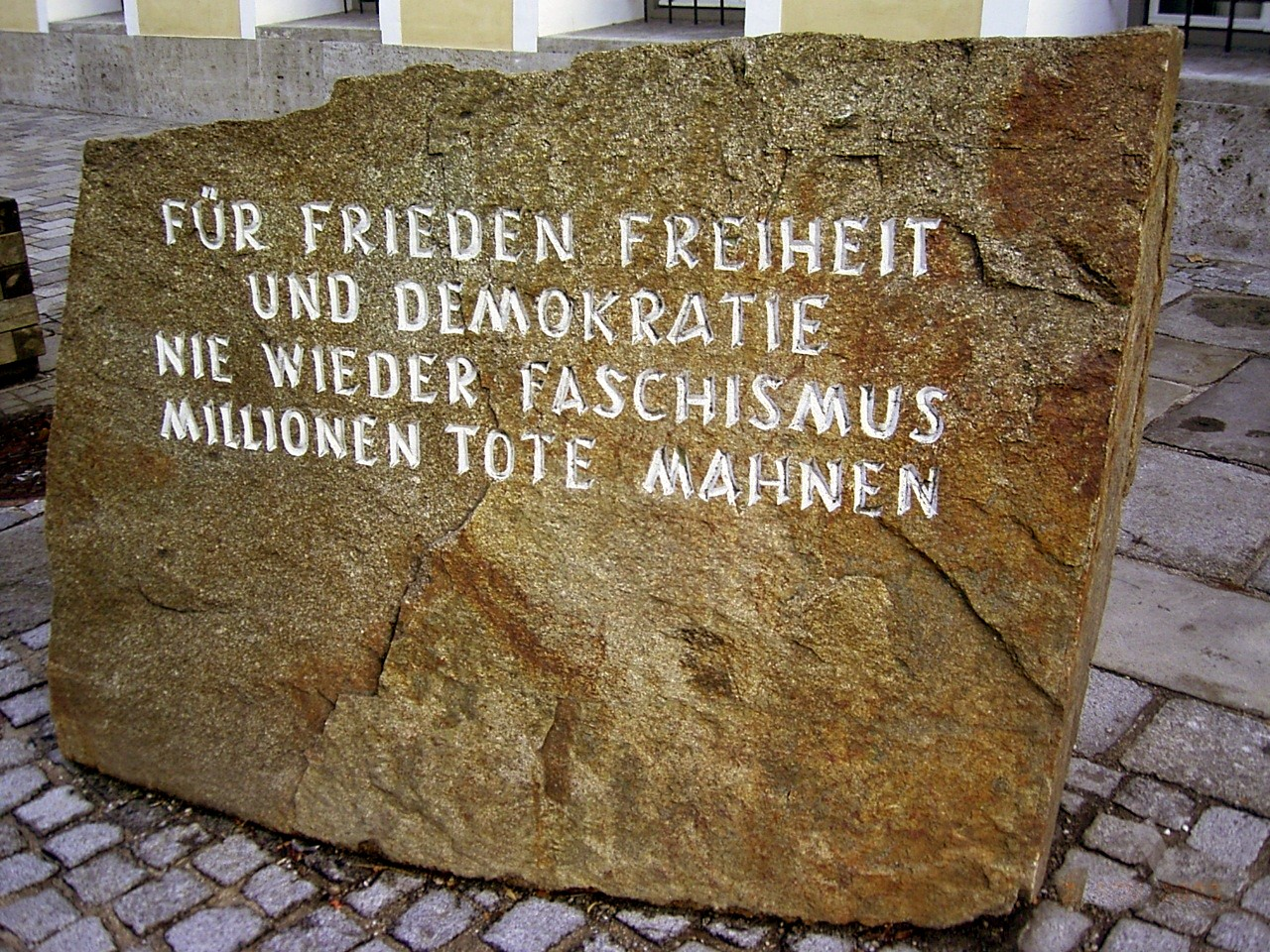
Mahnstein aus 1989 aus Mauthausner Granit vor dem Geburtshaus Hitlers in Braunau

Am Beginn seiner Amtszeit 1989 als Bürgermeister initiierte Gerhard Skiba einen Mahnstein für Frieden, Freiheit und Demokratie. Nie wieder Faschismus. Millionen Tote mahnen. vor dem Adolf-Hitler-Geburtshaus, wobei er sich dafür einsetzte, ebendort ein Haus der Verantwortung einzurichten. Mit seiner Unterstützung wurden 1992 die von Andreas Maislinger angeregten jährlich stattfindenden Braunauer Zeitgeschichte-Tage begonnen. 2006 hat der Kölner Künstler Gunter Demnig auf Einladung von Gerhard Skiba in der Stadt Braunau am Inn vier Stolpersteine für NS-Opfer verlegt. 2009 wurde mit Skiba eine bezirksweite Initiative Friedensbezirk Braunau am Inn begonnen.
2005 erhielt Braunau am Inn gemeinsam mit der Gemeinde Simbach am Inn den Climate-Star 2004 des europäischen Städtenetzwerkes Klima-Bündnis für ein Geothermieprojekt. Er wurde in Braunau am Inn bestattet.

## Privates
Nachdem Skiba in Folge von Spielsucht kriminell wurde und über Jahre unter Vorspiegelung falscher Tatsachen (teure Operationen für angeblich schwer kranke Familienangehörige u. ä.) von Bekannten und Freunden große Beträge erschlich, die sich auf insgesamt 500.000 Euro beliefen, wovon 305.000 Euro nicht von ihm zurückgezahlt wurden, wurde er im Dezember 2012 vom Landesgericht Ried im Innkreis im Innkreis zu 30 Monaten Haft, davon 10 unbedingt, rechtskräftig verurteilt.

## Auszeichnungen
- 2007: Elfriede-Grünberg-Preis der Welser Initiative gegen Faschismus
- 2010: Silberne Verdienstmedaille des Roten Kreuzes[12]